# Sharon Osbourne
Sharon Rachel Osbourne, nascida Sharon Rachel Levy (Londres, 9 de outubro de 1952), é uma promotora de música, personalidade de televisão e apresentadora britânica.

## Biografia
Sharon nasceu em Londres, filha de Don Arden (nascido como Harry Levy), um promotor de música e empreendedor de rock e roll, judeu asquenaze, e de sua esposa, Hope, uma católica irlandesa. Ela é esposa e empresária do vocalista da banda Black Sabbath, Ozzy Osbourne, e mãe de Aimee Osbourne, Kelly e Jack Osbourne. Ozzy e Sharon se casaram no Havaí em 4 de Julho de 1982.
A Lista dos Ricos do Sunday Times de 2006 colocou Sharon como a 44ª mulher mais rica do Reino Unido. Na lista britânica completa, Sharon e Ozzy Osbourne aparecem juntos na 554ª posição, com uma fortuna estimada em £ 100 milhões.
Conheceu Ozzy em 1970, quando tinha 18 anos, e tornou-se sua empresária no início dos anos 80, depois de comprar o contrato por 1,5 milhão de dólares.
Foi uma dos juradas do programa americano America's Got Talent, juntamente com Howie Mandel e Nick Cannon. Além disso, Sharon integrou a bancada do também reality show The X Factor de 2004 a 2007, ao lado de Simon Cowell e Louis Walsh. Em 2007, a cantora Dannii Minogue integrou o júri. Há especulações de que Sharon tenha saído do reality show graças a ela. Em 2013, Sharon voltou ao The X Factor ocupando o lugar que era de Tulisa Contostavlos, e foi mentora de Sam Bailey que venceu o programa.